# Кальтиненайское староство
Кальтиненайское староство (лит. Kaltinėnų seniūnija) — одно из 14 староств Шилальского района, Таурагского уезда Литвы. Административный центр — местечко Кальтиненай.

## География
Расположено на западе Литвы, в восточной части Шилальского района, на Жямайтской возвышенности (в южной части староства находится её высшая точка — гора Мядвегалис высотой 234,6 м). 
Граничит с Палянтинским староством на севере, Билионским — на северо-западе, Лаукувским — на западе и севере, Шилальским сельским — на юго-западе, Упинским — на юге, Бийотайским — на юге и юго-востоке, а также Кражяйским староством Кельмеского района — на востоке и северо-востоке.

## Население
Кальтиненайское староство включает в себя местечко Кальтиненай и 72 деревни.